# Кіровська міська рада (Луганська область)
Кі́ровська міська́ ра́да — орган місцевого самоврядування у Луганській області. Адміністративний центр — місто обласного значення Голубівка.

## Загальні відомості
- Кіровська міська рада утворена в 1962 році.
- Територія ради: 34,96 км²
- Населення ради: 36 388 осіб (станом на 1 листопада 2012 року)
- Територією ради протікає річка Лугань.

## Адміністративний устрій
Міській раді підпорядковані:
- м. Голубівка
- Донецька селищна рада
  - смт Донецький
- Червоногвардійська селищна рада
  - смт Криничанське
  - с-ще Криничне
  - с-ще Тавричанське

## Історія
7 жовтня 2014 року Верховна Рада України постановила змінити межі Попаснянського району Луганської області у тому числі за рахунок передачі 45,00 гектарів земель Новотошківської селищної ради Кіровської міської ради (в тому числі територію селища міського типу Новотошківське).

## Склад ради
Рада складається з 36 депутатів та голови.
- Голова ради: Патюта Володимир Васильович
- Секретар ради: Рекша Зоя Володимирівна

### Керівний склад попередніх скликань
| ПІБ                         | Основні відомості                                                       | Дата обрання | Дата звільнення |
| --------------------------- | ----------------------------------------------------------------------- | ------------ | --------------- |
| Патюта Володимир Васильович | Міський голова, 1951 року народження, освіта вища, безпартійний         | 26.03.2006   | 31.10.2010      |
| Патюта Володимир Васильович | Міський голова, 1951 року народження, освіта вища, член Партії регіонів | 31.10.2010   |                 |

Примітка: таблиця складена за даними джерела

### Депутати
За результатами місцевих виборів 2010 року депутатами ради стали:

#### За суб'єктами висування
| Суб'єкт висування                 | Кількість обраних депутатів | %    |
| --------------------------------- | --------------------------- | ---- |
| Партія регіонів                   | 28                          | 77,8 |
| Комуністична партія України       | 5                           | 13,9 |
| Політична партія «Сильна Україна» | 3                           | 8,3  |

#### За округами
| № округу                          | Прізвище, ім'я, по батькові       | Дата визнання обраним | Освіта                    | Партійна приналежність                  | Відомості про обраного депутата                                                                                          |
| --------------------------------- | --------------------------------- | --------------------- | ------------------------- | --------------------------------------- | --- |
| Комуністична партія України       |                                   |                       |                           |                                         | |
| б/м                               | Веневський Олег Васильович        | 04.11.2010            | Освіта вища               | член Комуністичної партії України       | пенсіонер |
| б/м                               | Разуваєва Галина Василівна        | 04.11.2010            | Освіта вища               | член Комуністичної партії України       | пенсіонер |
| б/м                               | Губайдулін Ханафі Галіулович      | 04.11.2010            | Освіта вища               | член Комуністичної партії України       | КП Кіровськтепло, директор                                                                                               |
| б/м                               | Шевченко Лідія Миколаївна         | 04.11.2010            | Освіта вища               | член Комуністичної партії України       | пенсіонер |
| 14                                | Тимошенко Валерій Андрійович      | 04.11.2010            | Освіта вища               | член Комуністичної партії України       | пенсіонер |
| Партія регіонів                   |                                   |                       |                           |                                         | |
| б/м                               | Гайворонська Ольга Миколаївна     | 04.11.2010            | Освіта вища               | член Партії регіонів                    | ПП «Согласіє», приватний підприємець                                                                                     |
| б/м                               | Давидов Олександр Іванович        | 05.11.2010            | Освіта вища               | член Партії регіонів                    | Кіровський навчально-виховний комплекс № 10, вчитель математики та інформатики                                           |
| б/м                               | Бернацький Олександр Йосипович    | 04.11.2010            | Освіта середня            | член Партії регіонів                    | ВАТ «Кіровськтранс сервіс», директор                                                                                     |
| б/м                               | Сорочан Олександр Миколайович     | 04.11.2010            | Освіта середня            | член Партії регіонів                    | приватний підприємець |
| б/м                               | Хлудєєв Микола Нефодійович        | 04.11.2010            | Освіта вища               | член Партії регіонів                    | Міська санітарна епідеміологічна станція, головний санітарний лікар                                                      |
| б/м                               | Мартинюк Валерій Іванович         | 04.11.2010            | Освіта вища               | позапартійний                           | Свято-Миколаївська парафія, ігумен                                                                                       |
| б/м                               | Іванієнко Сергій Юрійович         | 04.11.2010            | Освіта вища               | член Партії регіонів                    | Державне підприємство «Кіровський ремонтно-механічний завод», директор                                                   |
| б/м                               | Борковський Геннадій Анатолійович | 04.11.2010            | Освіта вища               | позапартійний                           | Відділення ДАЇ по обслуговуванню м. Кіровська, керівник                                                                  |
| б/м                               | Євдокимов Павло Володимирович     | 04.11.2010            | Освіта вища               | член Партії регіонів                    | Кіровське територіальне медичне об'єднання, стоматологія, завідувач                                                      |
| б/м                               | Головко Валентина Миколаївна      | 04.11.2010            | Освіта вища               | член Партії регіонів                    | Кіровський міський центр зайнятості, директор                                                                            |
| б/м                               | Гвоздарьова Ірина Юріївна         | 04.11.2010            | Освіта вища               | член Партії регіонів                    | Кіровське управління пенсіонного фонду України, начальник                                                                |
| 1                                 | Карцев Геннадій Олександрович     | 04.11.2010            | Освіта вища               | член Партії регіонів                    | Кіровський виконавчий комітет, перший заступник міського голови                                                          |
| 2                                 | Нечитайленко Тетяна Григорівна    | 04.11.2010            | Освіта вища               | член Партії регіонів                    | Комунальне підприємство «Міське житлове управління», майстер                                                             |
| 3                                 | Рекша Зоя Володимирівна           | 04.11.2010            | Освіта вища               | член Партії регіонів                    | Кіровський міський виконавчий комітет, завідувачка міського відділу освіти                                               |
| 4                                 | Павліченко Павло Вікторович       | 04.11.2010            | Освіта вища               | член Партії регіонів                    | Департамент ОП Світличанського управління ТОВ «Луганськвода», начальник                                                  |
| 5                                 | Степанова Ольга Іванівна          | 04.11.2010            | Освіта середня спеціальна | член Партії регіонів                    | Радіо-інформаційна організація «Кіровське інформаційне радіомовлення», головний редактор                                 |
| 6                                 | Свістухін Єгор Валентинович       | 04.11.2010            | Освіта вища               | член Партії регіонів                    | Кіровська міська рада, секретар міської ради                                                                             |
| 7                                 | Татарнєв Віктор Тимофійович       | 04.11.2010            | Освіта вища               | член Партії регіонів                    | Територіальне медичне об'єднання, головний лікар                                                                         |
| 8                                 | Шаповал Ганна Андріївна           | 04.11.2010            | Освіта вища               | член Партії регіонів                    | пенсіонер |
| 9                                 | Нужна Олена Юріївна               | 04.11.2010            | Освіта вища               | член Партії регіонів                    | Кіровське територіальне медичне об'єднання, завідувачка інфекційного відділення                                          |
| 10                                | Агеєв Вадим Олексійович           | 04.11.2010            | Освіта вища               | член Партії регіонів                    | загальноосвітня школа № 2, директор                                                                                      |
| 11                                | Коржан Олександр Юхимович         | 04.11.2010            | Освіта вища               | член Партії регіонів                    | приватний підприємець |
| 12                                | Золотухіна Ніна Іванівна          | 04.11.2010            | Освіта вища               | член Партії регіонів                    | Кіровська многопрофільна гімназія, директор                                                                              |
| 13                                | Сканцев Олександр Миколайович     | 04.11.2010            | Освіта вища               | член Партії регіонів                    | Кіровський міський виконавчий комітет, заступник міського голови                                                         |
| 15                                | Саковський Валерій Вадимович      | 04.11.2010            | Освіта вища               | член Партії регіонів                    | ТОВ «Донбасвугілляінвест», заступник директора з виробництва                                                             |
| 16                                | Мова Віра Сергіївна               | 04.11.2010            | Освіта вища               | член Партії регіонів                    | Міське комунальне підприємство редакції газети «Робоче слово», головний редактор                                         |
| 17                                | Вайгандт Людмила Миколаївна       | 04.11.2010            | Освіта вища               | член Партії регіонів                    | Кіровське територіальне медичне відділення, поліклініка № 2, завідувачка господарства                                    |
| 18                                | Демидов Геннадій Анатолійович     | 04.11.2010            | Освіта вища               | член Партії регіонів                    | Кіровський міський спортивно-технічний клуб «Товариства сприяння обороні України», директор                              |
| Політична партія «Сильна Україна» |                                   |                       |                           |                                         | |
| б/м                               | Костомаров Сергій Леонідович      | 04.11.2010            | Освіта вища               | член Політичної партії «Сильна Україна» | пенсіонер |
| б/м                               | Василенко Ярослав Васильович      | 04.11.2010            | Освіта вища               | член Політичної партії «Сильна Україна» | Кіровське відділення Луганська філія публічне акціонерне товариство комерційного банку «ПриватБанк», керівник відділення |
| б/м                               | Гавраніна Людмила Петрівна        | 04.11.2010            | Освіта вища               | член Політичної партії «Сильна Україна» | пенсіонер |